# Христо Христов
Христо Христов (болг. Христо Христов, нар. 11 квітня 1926, Пловдив — пом. 16 квітня 2007, Софія) — болгарський режисер, кінорежисер і художник, член Європейської кіноакадемії.

## Біографія
У 1952 році здобув медичну освіту. Працював режисером і художником у самодіяльному театрі. 1958 року закінчив ВІТІС (Софія). Був режисером і художником-декоратором у Народному театрі (Пловдив). У 1966—1967 роках стажувався на «Мосфільмі» у Михайла Ромма і Марлена Хуцієва. У 1974—1982  роках — голова Спілки болгарських кінематографістів.
Поставив «Іркутську історію» Арбузова, «Оптимістичну трагедію» Вишневського, «Дванадцяту ніч» Шекспіра, «Три високі жінки» Олбі, п'єси болгарських драматургів.

## Вибрана фільмографія
- 1969 — Іконостас
- 1972 — Кувалда або молот
- 1973 — Останнє літо
- 1974 — Дерево без коріння
- 1976 — Циклоп
- 1977 — Проти вітру
- 1979 — Бар'єр
- 1980 — Вантажівка
- 1981 — Тридцятитрирічна жінка
- 1984 — Співрозмовник за бажанням
- 1985 — Характеристика
- 1988 — Тест 88
- 1997 — Суламіф

## Нагороди
- 1974 — Приз МКФ в Карлових Варах («Дерево без коріння»)
- 1979 — Приз МКФ в Москві («Бар'єр»)